# امیرجان

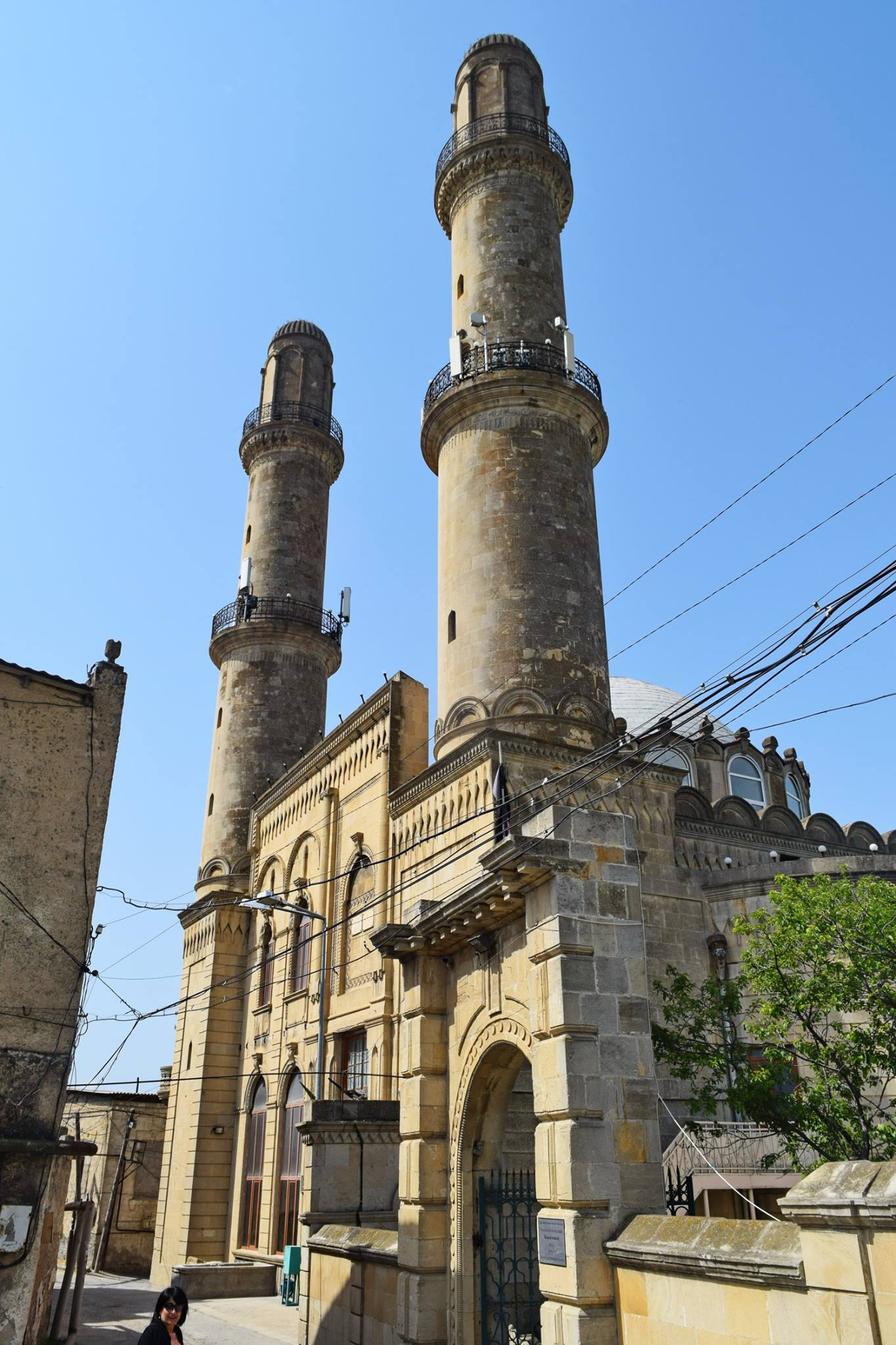
نمایی از شهر امیرجان

امیرجان (به لاتین: Əmircan) یکی از شهرک‌های جمهوری آذربایجان است که از توابع شهر باکو است. جمعیت این شهر در سرشماری سال ۲۰۱۱ میلادی، ۲۹۵۰۰ نفر بود.